# Eucyclopera arida
Eucyclopera arida là một loài bướm đêm thuộc phân họ Arctiinae, họ Erebidae.